# Romulus de Fiesole
Romulus de Fiesole (-, 406) est traditionnellement indiqué comme 1er évêque de Fiesole et vénéré comme saint par l'Église catholique et l'Église orthodoxe.

## Biographie
On sait peu de choses sur Romulus dont la vie est largement fantaisiste, même si elle a influencé les traditions, les écrits et les artistes au cours des siècles. Sa vie est racontée par trois codex élaborés entre le XIe siècle et le XIVe siècle. La légende raconte que Romulus est né dans une famille noble de Rome ; encore bébé, il est exposé sur une colline où une louve prend soin de lui, le soignant avec ses petits. Cette histoire est largement influencée par celle de Romulus, le légendaire fondateur de Rome.
Plus tard, Romulus est conquis par les sermons de l'apôtre Pierre. Il se convertit au christianisme et reçoit le baptême du même apôtre, qui le consacre ensuite évêque et l'envoie en mission à Fiesole avec deux compagnons. En chemin, Romulus rencontre deux autres disciples de saint Pierre qui lui disent qu'ils sont déjà allés à Fiesole mais n'ont obtenu aucun résultat. Une fois dans la ville, les missionnaires sont chassés par la population locale, de sorte que Romulus et ses compagnons décident d'abandonner ce pays païen pour prêcher l'évangile en Lombardie.
Après avoir séjourné quelque temps dans le Nord avec ses compagnons, Romulus reçoit l'ordre d'un ange de retourner à Fiesole ; entré secrètement dans la ville, il entreprend une série de conversions et de miracles qui incitent de nombreux païens au baptême. Plusieurs épisodes miraculeux lui sont attribués : un jour, il demande de l'eau à une femme qui refuse ; comme punition, l'eau qu'elle possède se transforme en sang. Certaines fresques rappellent un autre épisode bien connu de sa vie : la guérison d'un jeune possédé. 
Les conversions faites par Romulus déclenchent la colère du gouverneur de la ville qui arrête Romulus et ses quatre compagnons. Comme ils refusent de sacrifier aux dieux, ils sont torturés puis emmenés hors de la ville où ils sont décapités. Les corps de Romulus et de ses compagnons sont récupérés par des chrétiens et enterrés au pied de la colline dans un cimetière près de la ville. Une tradition veut que Romulus fasse partie d'un groupe de chrétiens qui, fuyant Fiesole à cause des persécutions, apportent avec eux l'image  de la Vierge et s'installe dans la localité du sanctuaire Santa Maria dell'Impruneta, près de Florence. Les restes du saint sont vénérés pendant longtemps dans l'ancien cimetière où il aurait été déposé, ils sont transférés dans la cathédrale de Fiesole construite par l'évêque Jacopo il Bavaro en 1028.
En réalité, Romulus était probablement diacre de l'église de Fiesole et a vécu après le temps des persécutions, à la fin du IVe siècle. Les titres d'évêque et de martyr n'apparaissent pas dans les documents de 966, alors qu'en 1028 il est déjà considéré comme tel ; son nom est noté au 6 juillet dans le martyrologe d'Usuard de l'édition de 1468 réalisée à Florence ; à la même date, il est noté au XVIe siècle dans le martyrologe romain avec l'affirmation que Romulus est martyrisé à Fiesole, avec quelques compagnons, sous l'empereur Domitien. Cette croyance vient de sermons d'un certain abbé Teuzone, qui, affirmant avoir analysé en détail une pierre tombale presque illisible, révèle que le saint est un martyr de l'Église de Fiesole, qui a vécu au premier siècle.